# Agrostis scabriglumis
Agrostis scabriglumis é uma espécie de gramínea do gênero Agrostis, pertencente à família Poaceae.